# Leptobatopsis peterseni
Leptobatopsis peterseni là một loài tò vò trong họ Ichneumonidae.